# 催化循环
催化循环在化学中是指关于催化剂的多步骤反应机理。 在生物化学、有机金属化学與材料科学当中，催化循环是催化剂工作的主要方法。通常这样的循环都展示了催化前体到催化剂的转化。由于催化剂可以再生，所以催化循环习惯性地被绘成环状的一系列化学反应。这样的循环中，初始步骤是催化剂结合一个或更多的反应物，最后一步是产物脱离催化剂和催化剂的再生。Monsanto法、Wacker法與Heck反应都显示了这种催化循环。

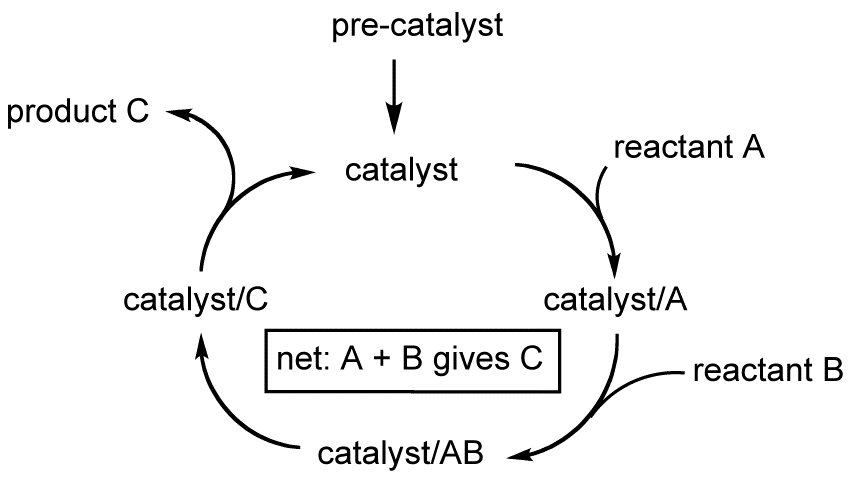
转化A和B到C的催化循环